# Eleonore Berchtold-Ostermann

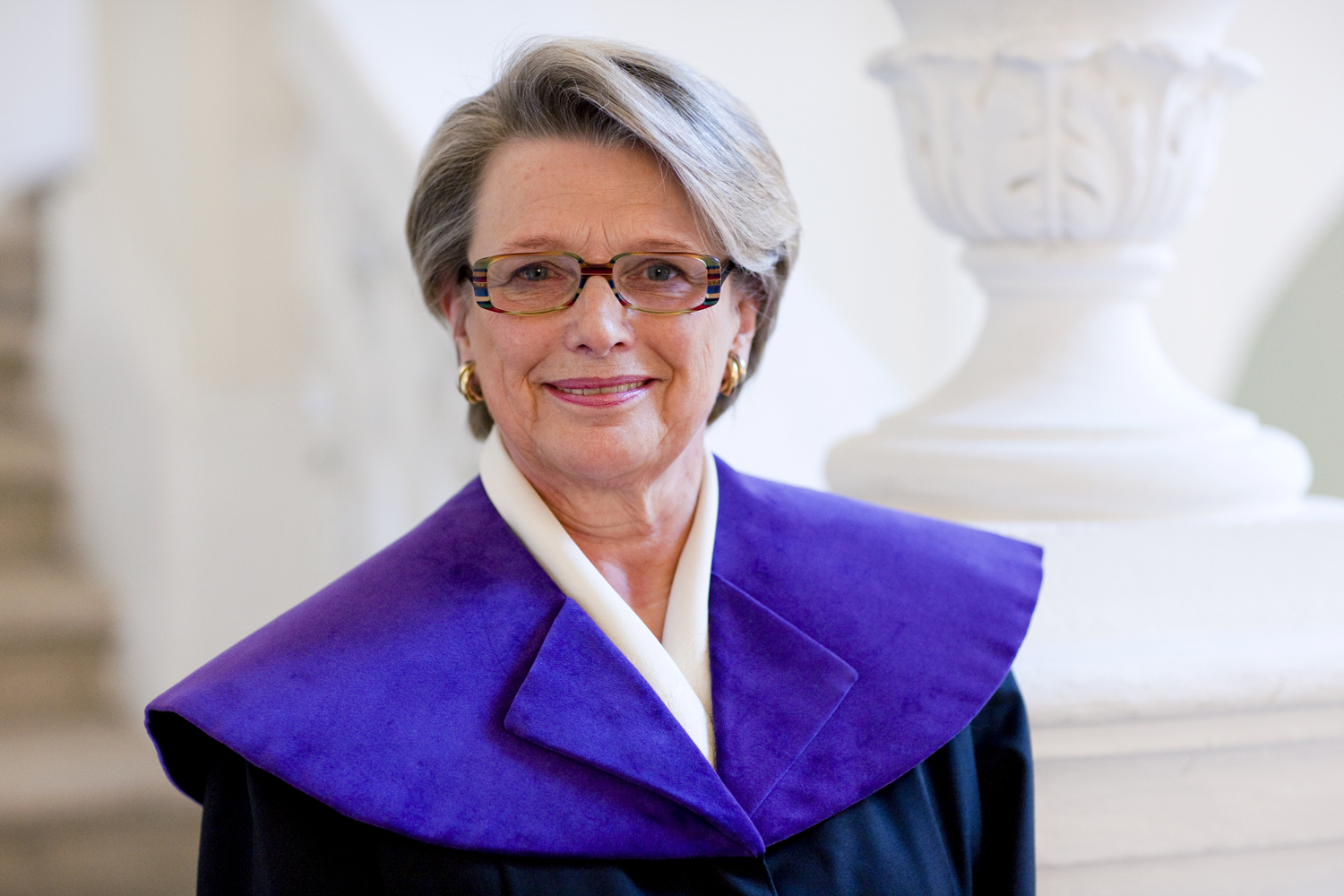
Eleonore Berchtold-Ostermann (2010)

Eleonore Berchtold-Ostermann (* 12. Oktober 1947 in Wien) ist eine österreichische Juristin und ehemalige Richterin am Verfassungsgerichtshof.

## Leben
1965 legte sie die Reifeprüfung am Bundesrealgymnasium für Mädchen Wien XIX ab. Sie studierte Rechtswissenschaften und wurde 1970 an der Universität Wien zur Dr. iur promoviert. 1973 schloss sie ein weiteres Studium an der Wirtschaftsuniversität Wien als Mag. rer. soc. oec. ab. Daneben war sie ab 1969 als Assistentin am Institut für Staats- und Verwaltungsrecht der Universität Wien tätig.
1976 wechselte sie in den Verfassungsdienst des Bundeskanzleramts. 1977 legte sie die Verwaltungsdienstprüfung ab. Am Verfassungsgerichtshof wurde sie 1978 wissenschaftliche Mitarbeiterin. Seit 1982 war sie Rechtsanwältin. 1991 wurde sie Disziplinarrätin der Rechtsanwaltskammer Wien und 1996 Vizepräsidentin des Disziplinarrats.
Der Bundesrat nominierte sie auf Vorschlag der ÖVP als Richterin am Verfassungsgerichtshof. Sie war daraufhin von 1997 bis zum 31. Dezember 2017, dem Jahr, in dem sie die verfassungsmäßig vorgesehene Altersgrenze von 70 Jahren erreichte, als Richterin am Verfassungsgerichtshof tätig.
Sie war mit dem 2013 verstorbenen Rechtswissenschaftler Klaus Berchtold verheiratet.

## Auszeichnungen
- 2007: Großes Goldenes Ehrenzeichen für Verdienste um die Republik Österreich[3]
- 2017: Großes Silbernes Ehrenzeichen mit dem Stern für Verdienste um die Republik Österreich[4]